# KH-7 16
KH-7 16 – amerykański satelita rozpoznawczy; szesnasty statek serii KeyHole-7 GAMBIT programu CORONA. Jego zadaniem było wykonywanie wywiadowczych zdjęć Ziemi, o rozdzielczości przy gruncie około 46 cm. Kapsuła powrotna z negatywami wróciła na Ziemię pięć dni po starcie. Rezultaty misji nie są znane.

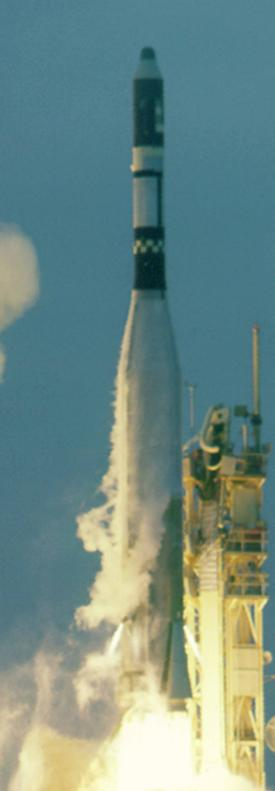
Start Atlasa Ageny D z satelitą KH-7 16